# NGC 4394
NGC 4394 (другие обозначения — UGC 7523, IRAS12234+1829, MCG 3-32-35, VCC 857, ZWG 99.47, KCPG 334B, PGC 40614) — спиральная галактика с перемычкой (SBb) в созвездии Волосы Вероники.
Этот объект входит в число перечисленных в оригинальной редакции «Нового общего каталога».
В галактике обнаружено 185 групп молодых звёзд.

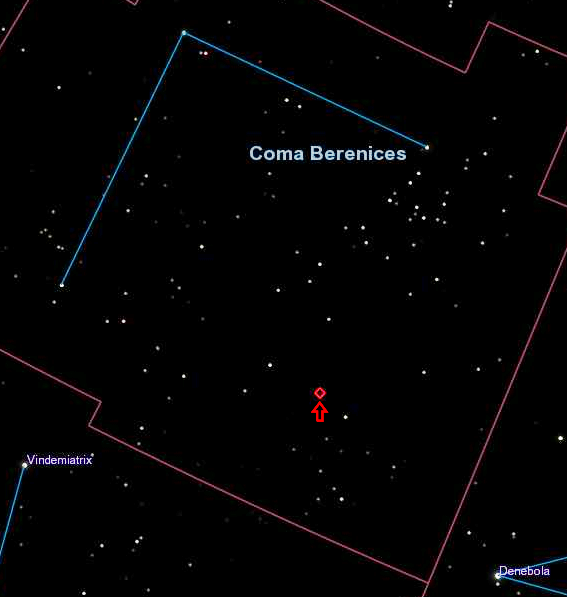
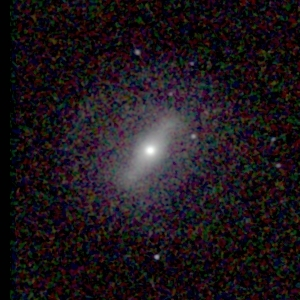